# Jean-Paul Villain
Jean-Paul Villain (* 1. listopadu 1946 Dieppe) je bývalý francouzský atlet, běžec specializující se na 3000 metrů překážek. V roce 1971 se na této trati stal mistrem Evropy.

## Sportovní kariéra
Byl specialistou na trať 3000 metrů překážek. Na olympiádě v Mexiku v roce 1968 skončil devátý, na evropském šampionátu v Athénách o rok později pátý. Největším úspěchem pro něj byl titul mistra Evropy na 3000 metrů překážek z Helsinek v roce 1971 v osobním rekordu 8:25,2.